# Dean Hamer
Dean Hamer (ur. 1951 w Stanach Zjednoczonych) – amerykański genetyk.

## Życie i działalność
Licencjat uzyskał na Trinity College Connecticut a doktorat w szkole medycznej Harvard University. W roku 1990 rozpoczął badania nad rolą genów w ludzkim zachowaniu. W 1993 roku opublikował artykuł postulujący istnienie genu, który predysponuje mężczyzn (ale nie kobiety) do homoseksualizmu i przedstawił dowód na to, że gen ten związany jest z markerem Xq28 w chromosomie X. Wyniki te potwierdzone zostały w dwóch studiach amerykańskich ale w innych (np. prowadzonych na University of Western Ontario w Kanadzie nie znalazły jednoznacznego potwierdzenia. Wskazano również na znaczenie kilku powiązanych regionów w innych chromosomach. W 1996 roku Hamer z współpracownikami badał genetyczne korzenie niepokoju. Odkrył, że na niepokój wpływa po części gen odpowiedzialny za transport serotoniny (gen ten jest celem działania środków antydepresyjnych takich jak Prozac). Odkrycie to zostało potwierdzone w innych badaniach (także z wykorzystaniem skanów aktywności mózgu). Jedną z ostatnich tez Hamera dotyczy istnienia „genu boga” odpowiedzialnego za zdolność przeżywania uniesień religijnych. Teza ta stała się przyczynkiem do kontrowersyjnego artykułu jaki ukazał się w czasopiśmie Time.
Obecnie Hammer jest dyrektorem Zakładu Struktury i Regulacji Genów w Laboratorium Biochemii przy Narodowym Instytucie Raka w Bethesdzie. Prowadzi też badania związane z wirusem HIV.
Zajmując się pracą naukową opatentował kilka swoich pomysłów i jest autorem kilku książek popularnonaukowych i filmów dokumentalnych przeznaczonych dla szerokiej publiki. Jugo publikacja The Science of Desire (Pożądanie w świetle nauki) napisana wspólnie z Peterem Copelandem uznana została przez New York Times za najwybitniejszą książkę roku 1994.

## Publikacje
- The Science of Desire. The Search for the Gay Gene and the Biology of Behavior (1994)
- Living with Our Genes. Why They Matter More Than You Think (z Peterem Copelandem, 1999)
- The God Gene. How Faith Is Hardwired into our Genes (2004)

## Tłumaczenia prac na j. polski
Geny a charakter. Jak sobie radzić z genetycznym dziedzictwem?, Warszawa 1999, Wydawnictwo CiS, ISBN 83-85458-72-7 (Living with our Genes 1998)